# باول غولدمان
باول غولدمان (بالإنجليزية: Paul Goldman)‏ هو منتج أفلام ومخرج أسترالي، ولد في القرن العشرين في ملبورن في أستراليا.

## وصلات خارجية
- باول غولدمان على موقع IMDb (الإنجليزية)
- باول غولدمان على موقع قاعدة بيانات الفيلم (الإنجليزية)